# Golosjemenjače
Golosjemenjače (lat. Gymnospermae) su biljke potpuno prilagođene životu na kopnu. Danas je poznato oko 800 vrsta koje se dijele na dvije skupine: četinjače i Cycadophytina ili perastolisnate sjemenjače. 

## Četinjače
Ime četinjače dolazi od izgleda i građe njihovih tvrdih igličastih listova koji su vazdazeleni. To su ponekad vrlo visoka stabla ili grmovi, rasprostranjeni uglavnom sjevernom polutkom. Susrećemo ih najčešće u okviru šumske vegetacije. U Hrvatskoj autohtono je zastupljeno dvadesetak vrsta, unutar porodica: borovke, čempresi i tise. Među četinjače također spadaju najstarija živuća (do 4000 godina) i najveća stabla, mamutovci - izgrađuju šume u planinskom području zapada Sjeverne Amerike.

## Perastolisnate sjemenjače
Imaju peraste listove. Zastupljene su unutar porodica cikadine i kositrenice.

## Razmnožavanje
U češerićima se nalaze spolni organi. Muške češeriće čine prašnički listovi skupljeni u rese. Svaki prašnički list ima dvije peludnice s peludnim zrncima. U svakom peludnom zrncu su dvije nepokretne spolne stanice. Ženske češeriće čine plodni listovi. U svakom plodnom listu su dva sjemena zamatka sa ženskom spolnom stanicom. Sjemeni zameci leže otvoreno na plodnim listovima, i kažemo da su goli. Zato se ova skupina biljaka naziva golosjemenjače. Zrnca peluda su lagana, pa ih raznosi vjetar. Donese li ih do sjemenih zametaka ženskog češerića, dolazi do oprašivanja. 
Nakon oprašivanja dolazi do oplodnje. Iz oplođene jajne stanice nastaje klica-zametak nove biljke. Iz sjemenih zametaka na svakom plodnom listu nastaju dvije sjemenke. Zeleni plodni listovi se odrvene i rašire. Listovi sa sjemenkama čine plod, češer. Zreli češer je okrenut prema dolje. Sjemenke su lagane, ispadaju iz češera i raznosi ih vjetar. Zadržavaju pričuvnu hranu. U povoljnim prilikama sjemenke prokliju u novu biljku. Za oplodnju kod većine vrsta nije potrebna voda. Biljkama ginkgo i cikas je potrebna voda za razmnožavanje i imaju gibljive spermatozoide. Oni su dokaz evolucije i zovemo ih „živi relikti“.

## Podrijetlo
Golosjemenjače su prevladale Zemljom u paleozoiku. Dolaskom suhe klime papratnjače počinju izumirati, zbog nestašice vode potrebne za razmnožavanje. Među njima je bilo papratnjača, koje su umjesto spora imale sjemenke. Od njih su se razvile golosjemenjače.

## Redovi i Porodice
1. Cycadales
  1. Cycadaceae Persoon
  2. Zamiaceae Horaninow[1]
2. Ephedrales
  1. Ephedraceae Dumortier
3. Ginkgoales
  1. Ginkgoaceae Engler
4. Gnetales
  1. Gnetaceae Lindley
5. Pinales
  1. Araucariaceae Henkel & Hochst.
  2. Arctopityaceae M.N. Bose & Manum 1990 †
  3. Cephalotaxaceae
  4. Cheirolepidiaceae †
  5. Cupressaceae Bartl.
  6. Phyllocladaceae
  7. Pinaceae Lindl.
  8. Podocarpaceae Endl.
  9. Sciadopityaceae Luerss.
  10. Taxaceae S. F. Gray
6. Welwitschiales
  1. Welwitschiaceae Caruel

## Značenje golosjemenjača
- Drvo – koristi se u građevinarstvu i kao sirovina za celulozu.
- Smola – pripadnici porodice borova i čempresa imaju smolu s ljekovitim svojstvima.
- Iglice – iglice borova se također koriste u farmaceutske svrhe.
- Hortikultura

## Vanjske poveznice
- Toni Nikolić, Golosjemenjače, Podrazredi Ginkgooidae, Cycadidae, Pinidae i Gnetidae